# Бокшевица
Бокшевица је планина у северној Херцеговини, северно од средњег дела Јабланичког језера. Грађена је од тријаских кречњака и доломита. Пружа се у динарском правцу. 
Просечне је висине 1200 m. Највиши врх је Јабука 1315 m. Падине јој се стрмо руше према Јабланичком језеру. Безводна је и ненасељена.